# Matt Di Angelo
Matt Di Angelo (Londra, 1º maggio 1987) è un attore e cantante inglese.
È famoso principalmente per la sua partecipazione alla serie televisiva I Dream.

## Filmografia

### Cinema
- Telling Lies, regia di Antara Bhardwaj (2008)

### Televisione
- Harbour Lights – serie TV, un episodio (2000)
- I Dream – serie TV, 13 episodi (2004)
- EastEnders – serial TV, 371 episodi (2006-2016)
- Hustle - I signori della truffa (Hustle) - serie TV, 24 episodi (2009-2012)
- I Borgia – serie TV, 11 episodi (2013-2014)